# علم الغابون

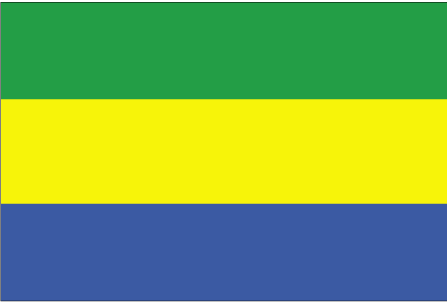
علم جمهورية الغابون القديم مستعمر فرنسي

علم الغابون مابين عامي 1959 - 1960

علم الغابون (بالفرنسية: drapeau du Gabon)‏ اعتمد العلم في 9 آب - أغسطس من سنة 1960 ويتكون العلم الغابوني من ثلاثة ألوان مرتبة بصورة أفقية هي الأخضر والأصفر والأزرق.

## معنى ألوان العلم
- الأخضر: يرمز إلى الغابات الموجودة في البلاد.
- الأصفر: يرمز إلى الشمس وإلى خط الاستواء كما يرمز كذلك إلى رمال شواطئ البلاد.
- الأزرق: يرمز إلى المحيط الأطلسي الذي يحد البلاد.

## التاريخ
سيطر الفرنسيون على الغابون في عام 1839، عندما تنازل زعيم محلي عن سيادة الأرض لهم. وعزز مؤتمر برلين ملكية فرنسا للأرض، التي أصبحت فيما بعد جزءًا من إفريقيا الاستوائية الفرنسية في عام 1910. منعت سلطات الاستعماري الفرنسي المستعمرة من استخدام علم خاص بها فكان يستخدم علم فرنسا. يرجع هذا الرفض إلى أن اعتماد المستعمرة لعلم خاص بها قد يؤدي إلى زيادة الشعور القومي وإلى دعوات الاستقلال. اضطر الفرنسيون إلى منح الغابون في عام 1958 حكم ذاتي محدود كجمهورية تتمتع بالحكم الذاتي داخل المجتمع الفرنسي مع بروز حركة إنهاء استعمار أفريقيا.
اعتمد علم رسمي للغابون في عام 1959. ويشبه ذاك العلم العلم الحالي، باستثناء أن الشريط الأصفر أضيق من الشريطين المحيطين بها، ووجود العلم الفرنسي في الزاوية العلية، لتكون الغابون الجمهورية الفرنسية الوحيدة المتمتعة بالحكم الذاتي التي تتميز بهذا «الارتباط الرمزي» مع فرنسا.
أُزيل العلم الفرنسي ووسع الشريط الأصفر، في 9 أغسطس 1960 قبل أن تصبح الغابون دولة مستقلة في 17 أغسطس.

## النسبة
نسبة علم الغابون هي 3: 4. يشابه العلم في هذه النسبة أعلام ثلاثة دول أخرى فقط هي جمهورية الكونغو الديمقراطية (تذكر بعض المصادر إلى أن النسب 2: 3) وبابوا غينيا الجديدة وسان مارينو. لا يستخدم هذا العلم ألوان الوحدة الأفريقية على عكس الدول المجاورة لها. وعلى عكس المستعمرات الفرنسية السابقة الأخرى في أفريقيا، يتكون العلم من ثلاثة ألوان أفقية، عكس علم فرنسا الأفقي.

## الأعلام الرئاسية
| العلم | الفترة    | الوصف |
| ----- | --------- | --- |
|       | 1960–1990 | الدرع الموجود في شعار النبالة مكون من شريط أخضر علوي به ثلاث دوائر صفراء يشكل ثلث العلم. شريط أصفر يشغل الثلثان السفليان به سفينة شراعية (غالون) تحمل علم الغابون على ساريتها الخلفية فوق البحر. |
|       | 1990–2016 | علم الغابون بإضافة شعار نبالة الدولة في المنتصب. |
|       | 2016–الآن | شعار النبالة على خلفية زرقاء داكنة، مع أشرطة بألوان العلم الوطني في كل زاوية. |